# ジャン＝マルタン・シャルコー
ジャン＝マルタン・シャルコー (Jean-Martin Charcot、1825年11月29日・パリ - 1893年8月16日・ニエーヴル県セットン湖) は、フランスの病理解剖学の神経科医、及び教授。シャルコーの仕事は、神経学及び心理学の発展途上の分野に大きな影響を与えた。
シャルコー・マリー・トゥース病などの病名にその名を残しており、ジェームズ・パーキンソンの報告した「振戦麻痺」を再発見してパーキンソン病と命名したことでも知られる。
息子のジャン＝バティスト・シャルコー（1867年-1936年）は医師及び極地探検家となり、南極で発見した島に父にちなんでシャルコー島（南極半島付近に存在する）と命名した。

## 経歴
シャルコーは36歳の時、パリのサルペトリエール病院の医長の一人となった。この病院には当時4000～5000人ほどの貧しい老婦人を収容する養老院となっていたが、シャルコーはその政治的な手腕を生かし、膨大な臨床データを獲得する事に成功し、当時の最高峰の神経学者となった。生体磁気説に根拠を置く催眠療法及び解離のデータは現在も参考にされている。彼は、磁気理論による本物の催眠を「大催眠」、そうでない暗示によるトランスを「小催眠」と呼んだ。
一般に公開されていた彼の講義は火曜講義と呼ばれ、そこでは「大催眠」のパフォーマンスが行われていた。この催眠を支持する学派は「サルペトリエール学派」と呼ばれていた。だが、これはパフォーマンスであったために、このような事をわざわざ行った結果、かえって信憑性を落としてしまった。結果、フランスのナンシーの「ナンシー学派」の「小催眠」説との衝突が起こり、1889年のパリの催眠に関する国際学会において「ナンシー学派」の正当性が証明されるに至り、催眠療法から精神分析に至る道のりを付ける事となった。

## シャルコーを題材とした作品
1885年のサルペトリエール病院を舞台に、シャルコーと患者の若い女性との恋愛関係を描いたフランス映画『博士と私の危険な関係』が2012年に公開された。日本では劇場公開されずにテレビ放送された。